# Уіндворд
Уіндворд (рос. Уи́ндворд) — острів архіпелагу Земля Франца-Йосифа. Адміністративно відноситься до Приморського району Архангельської області Росії.
Розташований в південно-західній частині архіпелагу за 1,5 кілометра від південно-східного узбережжя острова Брюса.
Острів має овальну форму довжиною близько 1,7 кілометра і шириною близько 800 метрів. Вільний від льоду, являє собою скелю висотою 82 метра.
Названий у 1899 році в пам'ять про парову шхуну "Windward" експедиції Фредеріка Джексона.

## Топографічні карти
- Аркуш карти U-39-XXXI,XXXII,XXXIII Земля Георга. Масштаб: 1 : 200 000. Видання 1965 р. (рос.)